# Wupper Nachrichten
Die WN – Wupper Nachrichten waren eine regionale deutsche Zeitung für Wuppertal und Umgebung. Sie wurde 1982 gegründet, um ein Organ für Gegenöffentlichkeit in der damals größten Eintageszeitungsstadt der Republik zu schaffen. Die letzte Ausgabe erschien im Januar 1998.

## Geschichte
Gegründet wurde die Zeitung 1982 von der Initiative für Meinungs- und Informationsvielfalt e.V. Ziel war es, mit den Wupper Nachrichten (WN) ein Organ für Gegenöffentlichkeit in der damals größten Eintageszeitungstadt der Republik zu schaffen. Eigentlich sollte die Zeitung „Wuppertaler Nachrichten“ heißen. Der örtliche Tageszeitungsmonopolist Westdeutsche Zeitung mit dem Untertitel General-Anzeiger reklamierte anlässlich des Erscheinens der ersten WN-Nullnummer 1981 alte Titelrechte.
Herausgegeben wurde die Zeitung von der Wupper Nachrichten VerlagsGmbH. Gesellschafter der GmbH waren die 100 Mitglieder zählende Initiative für Meinungs- und Informationsvielfalt e. V. und über 50 weitere Wuppertaler Bürgerinnen und Bürger. Erste Geschäftsführer waren Petra Bill und Wolfgang Schröder. Ab Mitte 1983 bis zur Insolvenzanmeldung 2004 war Gerhard Roßmann alleiniger Geschäftsführer des Verlages. Im Jahr 1985 erfolgte auf Beschluss der Gesellschafterversammlung eine Stammkapitalerhöhung von 50.000 DM auf 80.000 DM.
Nach mehreren Nullnummern erschien im Dezember 1982 die erste reguläre Ausgabe der Wupper Nachrichten (WN). Zunächst kam die Zeitung monatlich in den Handel, ab Frühjahr 1984 alle vierzehn Tage. Das vierzehntägliche Erscheinen sollte einen Zwischenschritt zur Wochenzeitung darstellen. Die Perspektive einer wöchentlich erscheinenden Sonntagszeitung mit aktueller Fußballbundesliga-Berichterstattung vom Samstag bot schließlich die geplante Kooperation und Beteiligung an der neu gegründeten Revier Rundschau GmbH & Co.KG Verlags KG in Essen/Duisburg.
Die WN wurde 1989 mit einer Beteiligung von 20.000 DM neben dem Essener Klartext Verlag einer von 13 gleichbeteiligten Gründern des neuen Verlages, so dass insgesamt ein Startkapital von 260.000 DM zur Verfügung stand. Ziel war es, unter dem Titel "Neue Wupper Nachrichten" für Wuppertal eine Zeitung mit eigenem Lokalteil und dem Mantel der Revier Rundschau anzubieten. Die Revier Rundschau (RR) kam allerdings nicht über das Stadium einer Nullnummer hinaus. Ein Teil der RR-Gesellschafter führte unter Federführung von Ulrich Homann und dem Klartext Verlag die Sportkomponente als RevierSport in einem neu gegründeten Verlag fort. Seit Mitte 2012 gehört RevierSport zur Funke Mediengruppe.
Nach dem Scheitern des Projektes Neue Wupper Nachrichten als Sonntagszeitung erschien die WN weiter jeden zweiten Freitag als lokale Zeitung für Kultur und Politik. Das Ziel Wochenzeitung wurde bis zur Einstellung der Zeitung im Oktober 1997 nicht erreicht, vielmehr kam die WN, wie sie sich nach einem Relaunch ab 1989 im Zeitungstitel in Großbuchstaben nannte, aufgrund wirtschaftlicher Schwierigkeiten ab Mitte 1997 wieder nur monatlich heraus. Im Januar 1998 erschien mit einem Rumpfteam eine letzte Ausgabe, die über die Hintergründe der Einstellung der Zeitung informierte und in einem mehrseitigen Beitrag von Gerhard Hense die Geschichte der Wupper Nachrichten Revue passieren ließ. Bis 2004 fungierte der zur WN-VerlagsGmbH umbenannte Verlag als Dienstleister im Medienbereich.
Die Redaktion und der Anzeigenverkauf bestanden während des vierzehntäglichen Erscheinens aus bis zu zehn hauptsächlich ehrenamtlich tätigen Mitarbeitern.

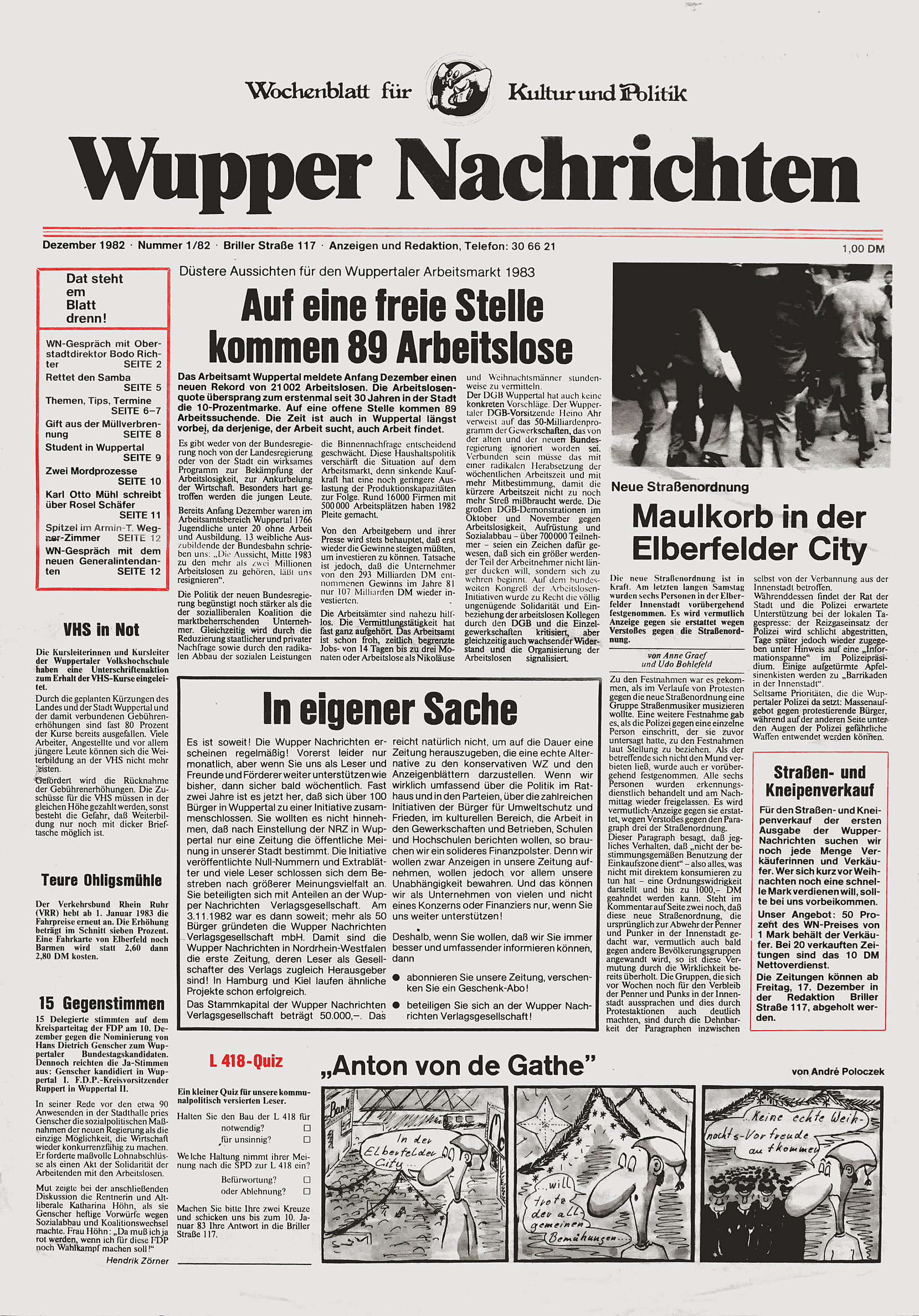
Nach mehreren Nullnummern erfolgte im Dezember 1982 die erste Ausgabe des regulären Erscheinens der Wupper Nachrichten

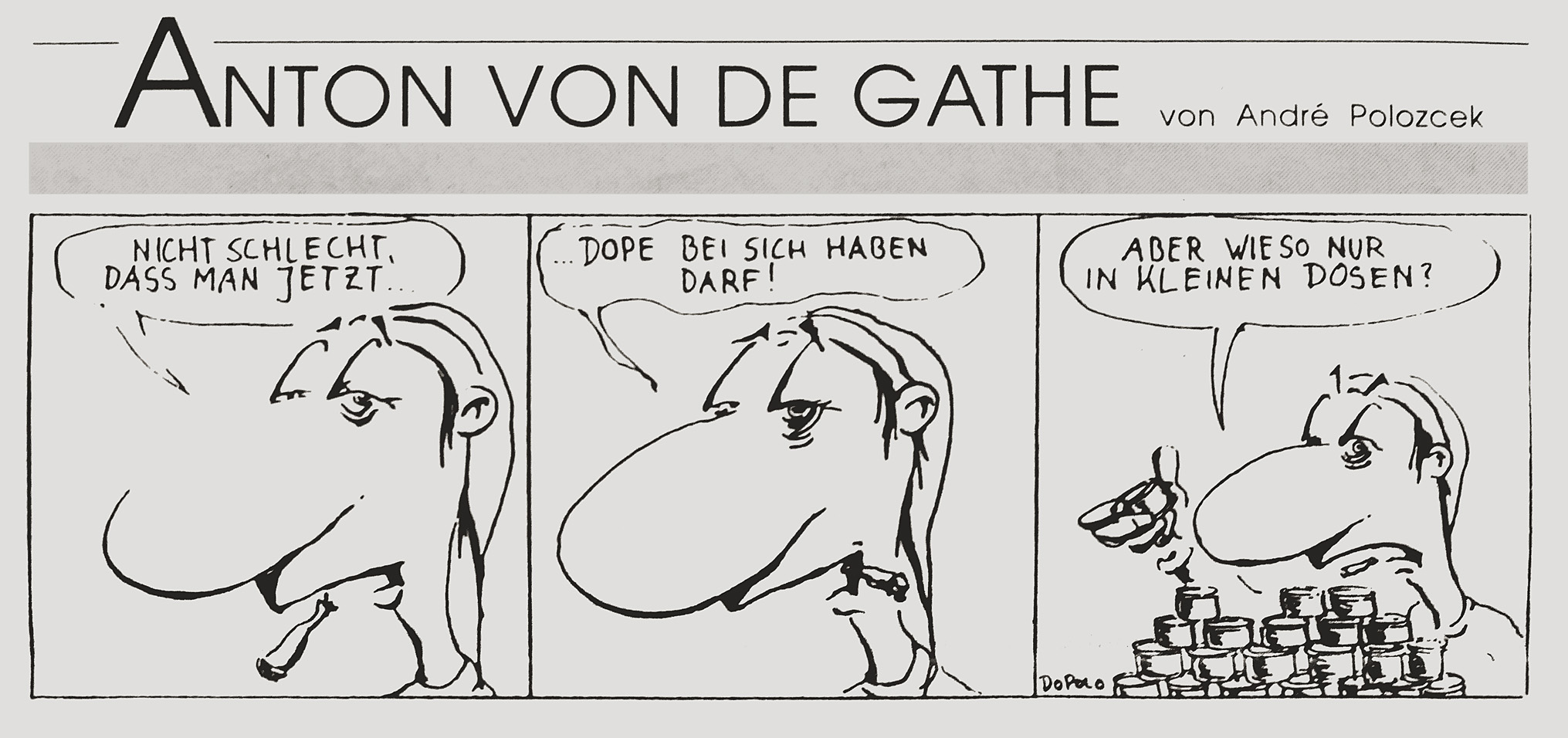
"Anton von de Gathe" – Cartoon-Serie in den Wupper Nachrichten von André Poloczek

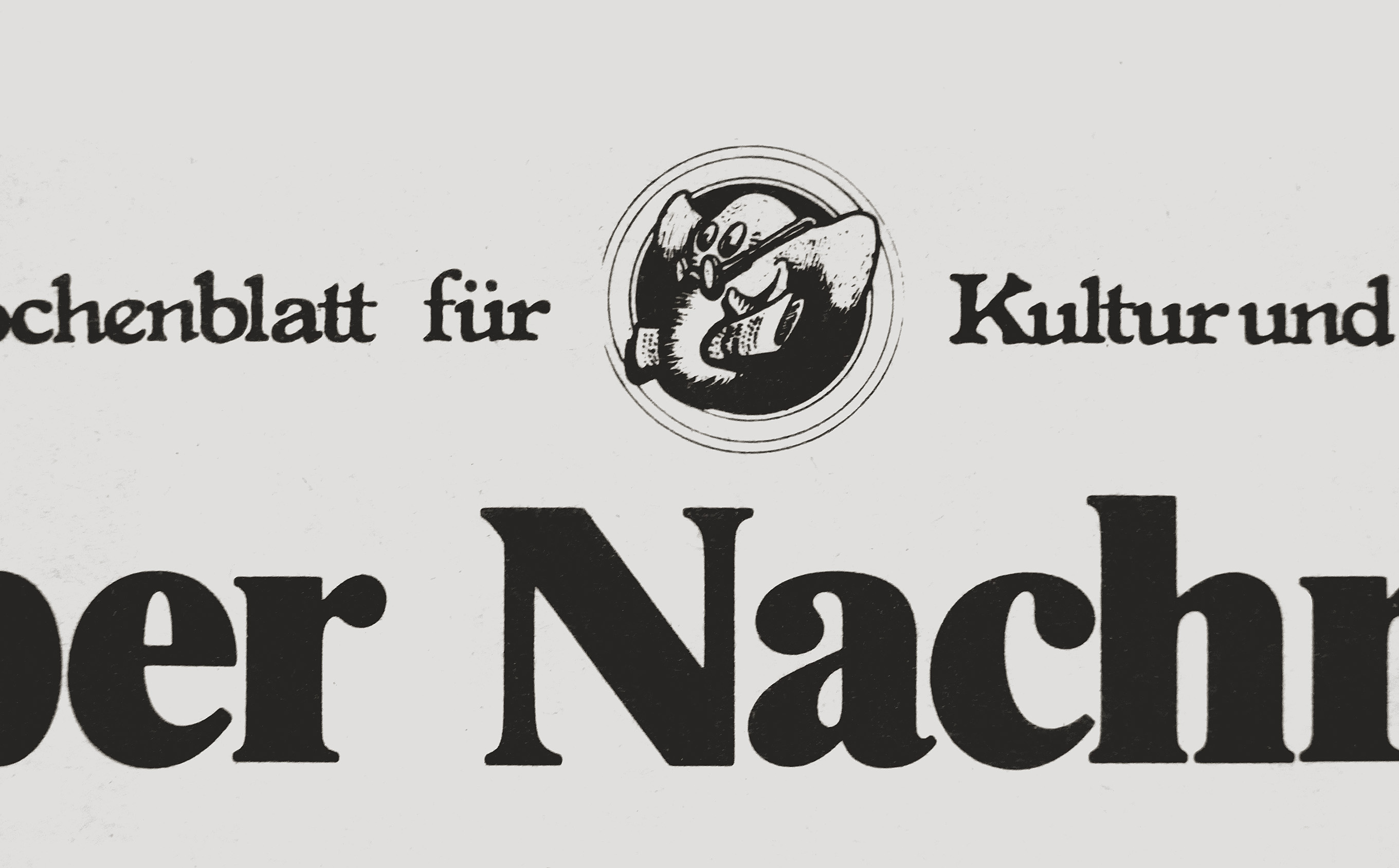
"Der lesende Elefant" – Illustration des Wuppertaler Künstlers R.M.E. Streuf für den Zeitungskopf der Wupper Nachrichten

## Gründe für die Einstellung
Während die Druckauflage Anfang der 1980er Jahre bei 10.000 Exemplaren lag, sank die verkaufte Auflage in den letzten fünf Jahren um 30 %. Parallel zur Auflagenentwicklung schwand bei den Mitarbeitern und Mitarbeiterinnen mit den Jahren die Bereitschaft zur Selbstausbeutung. Trotz steigender Anzeigenerlöse durch die regelmäßige Vermarktung von Sonderthemen erhielten nur bis zu fünf Akteure ein weit untertarifliches Gehalt. Die Ende 1997 gestellte Vertrauensfrage an die Leser und Leserinnen, die auf mindestens 150 neue Abos hätte hinauslaufen müssen, hatte mit nur 43 Bestellungen nicht den erhofften Erfolg.

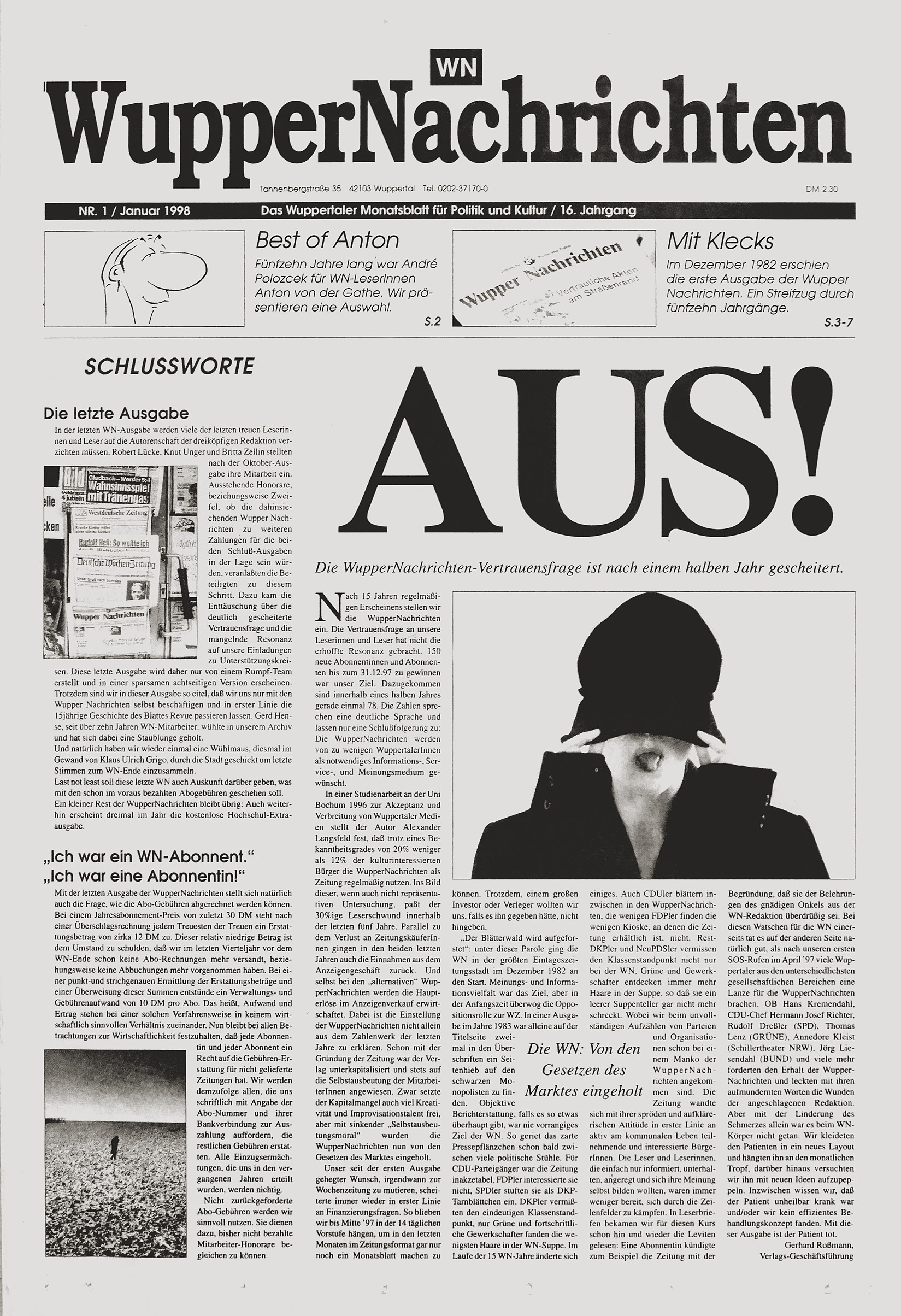
Im Januar 1998 erschien die letzte Ausgabe der Wupper Nachrichten mit einem sechsseitigen Beitrag über die 15-jährige Historie der Zeitung

## Gesellschafter und Gesellschafterinnen (Auswahl)
Jörg Aufenanger, Uwe Becker, Waltraut Bierwirth, Petra Bill, Wilhelm Brockhaus, Günter Eissing, Ulrich Franz, Ulrich Horst, Jens Petring, Jörg Schröder, Wolfgang Schröder, Lothar Tepel, Trude Unruh, Bernt Westarp, Rainer Widmann, Heinz Wohlert, Franz X. A. Zipperer, Initiative für Meinungs- und Informationsvielfalt e.V.

## Mitarbeiter und Mitarbeiterinnen (Auswahl)
Unter anderem waren Thomas Beimel, Christiane Gibiec, André Poloczek und Rainer Stamm für die Wupper Nachrichten tätig.

## Alternative Presse in Deutschland
Neben den Wupper Nachrichten gab es in mehreren deutschen Städten alternative Wochenzeitungsprojekte, die inzwischen alle eingestellt wurden:
Bielefelder Stadtblatt (1977–2001), Communale (Heidelberg) (1983–1988), Hamburger Rundschau (1982–2000), NaNa – Hannoversche Wochenschau (April 1982–April 1983), Karlsruher Rundschau (1982–1984), Kieler Rundschau (1980–1988).